# Laurens County (South Carolina)
Laurens County ist ein County im Bundesstaat South Carolina der Vereinigten Staaten. Das U.S. Census Bureau hat bei der Volkszählung 2020 eine Einwohnerzahl von 67.539 ermittelt. Der Verwaltungssitz (County Seat) ist Laurens.

## Geographie
Das County liegt im mittleren Nordwesten von South Carolina und hat eine Fläche von 1875 Quadratkilometern, wovon 23 Quadratkilometer Wasserfläche sind. Es grenzt im Uhrzeigersinn an folgende Countys: Spartanburg County, Union County, Newberry County, Greenwood County, Abbeville County, Anderson County und Greenville County.

## Geschichte
Laurens County wurde 1785 gebildet. Benannt wurde es nach Henry Laurens, dem dritten Präsidenten des Kontinentalkongresses.

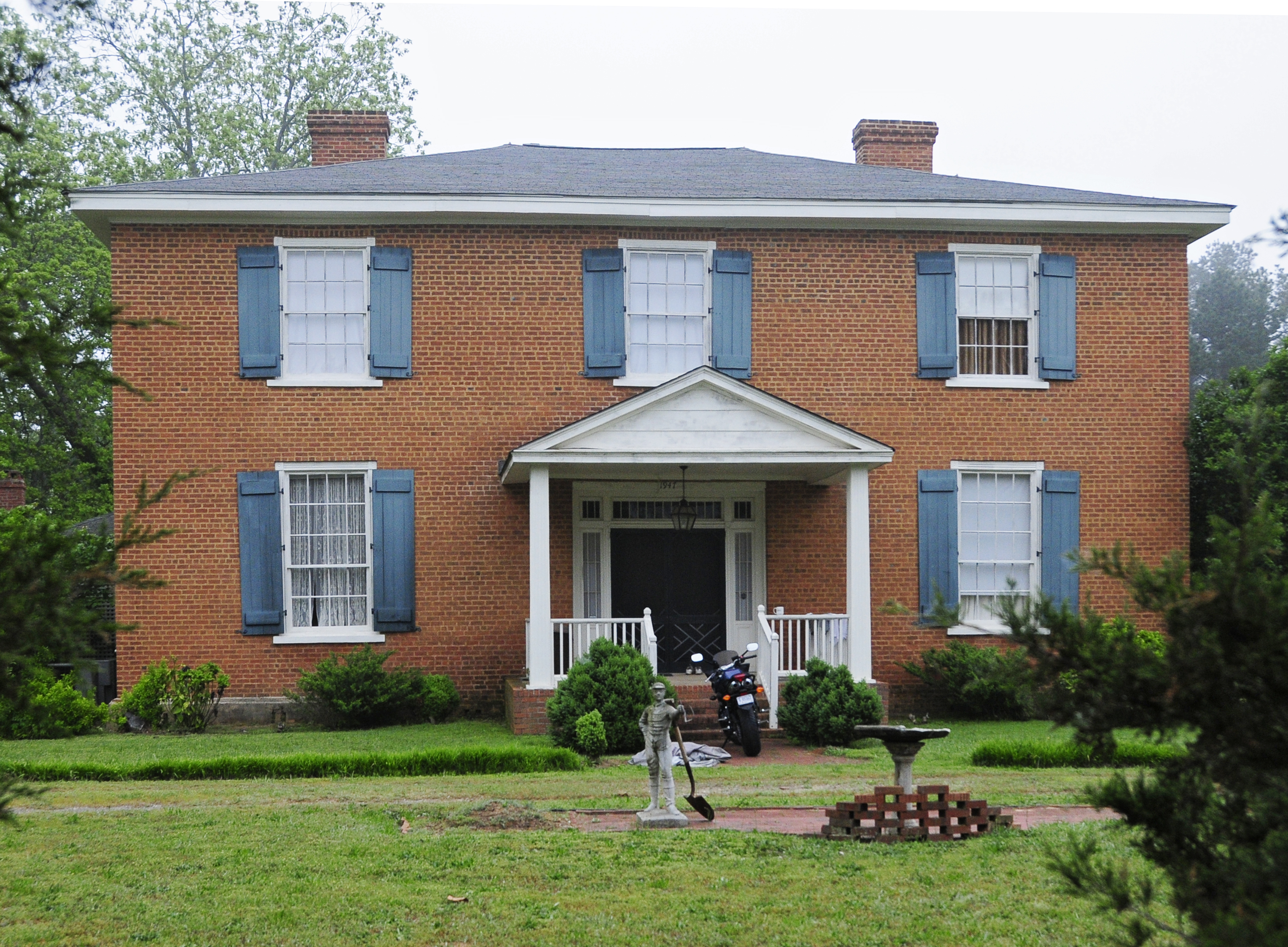
Das Charlton Hall Plantation House ist einer von 26 Einträgen des Countys im NRHP.

26 Bauwerke und Stätten des Countys sind im National Register of Historic Places (NRHP) eingetragen (Stand 28. Juli 2018).

## Demografische Daten
Nach der Volkszählung im Jahr 2000 lebten im Laurens County 69.567 Menschen in 26.290 Haushalten und 18.876 Familien. Die Bevölkerungsdichte betrug 38 Einwohner pro Quadratkilometer. Ethnisch betrachtet setzte sich die Bevölkerung zusammen aus 71,57 Prozent Weißen, 26,23 Prozent Afroamerikanern, 0,28 Prozent amerikanischen Ureinwohnern, 0,15 Prozent Asiaten, 0,05 Prozent Bewohnern aus dem pazifischen Inselraum und 0,95 Prozent aus anderen ethnischen Gruppen; 0,78 Prozent stammten von zwei oder mehr Ethnien ab. 1,94 Prozent der Bevölkerung waren spanischer oder lateinamerikanischer Abstammung.
Von den 26.290 Haushalten hatten 32,5 Prozent Kinder unter 18 Jahre, die bei ihnen lebten. 51,1 Prozent waren verheiratete, zusammenlebende Paare, 15,6 Prozent waren allein erziehende Mütter, 28,2 Prozent waren keine Familien, 24,6 Prozent waren Singlehaushalte und in 9,8 Prozent lebten Menschen mit 65 Jahren oder darüber. Die Durchschnittshaushaltsgröße betrug 2,55 und die durchschnittliche Familiengröße betrug 3,01 Personen.
25,3 Prozent der Bevölkerung war unter 18 Jahre alt. 9,2 Prozent zwischen 18 und 24, 28,5 Prozent zwischen 25 und 44, 23,8 Prozent zwischen 45 und 64 und 13,2 Prozent waren 65 Jahre alt oder älter. Das Durchschnittsalter betrug 36 Jahre. Auf 100 weibliche Personen kamen 93,6 männliche Personen und auf 100 Frauen im Alter von 18 Jahren und darüber kamen 89,7 Männer.
Das jährliche Durchschnittseinkommen eines Haushalts betrug 33.933 USD, das Durchschnittseinkommen einer Familie betrug 39.739 USD. Männer hatten ein Durchschnittseinkommen von 30.402 USD, Frauen 21.684 USD. Das Prokopfeinkommen betrug 15.761 USD. 11,6 Prozent der Familien und 14,3 Prozent der Bevölkerung lebten unterhalb der Armutsgrenze.